# Nasab
Il nasab (in arabo نسب‎?) è il patronimico che segue l'ism nell'onomastica araba.
È espresso dal termine ibn (b., in italiano: "figlio di") oppure bint (in italiano: "figlia di"), cui segue il nome del padre. Nei modelli societari improntati al nomadismo il poter risalire il più possibile indietro nelle generazioni, ricordando i nomi dei propri antenati, è segno di grandissima distinzione.